# 昭化戰鬥
昭化戰鬥發生於1921年5月19日，地點則是在中國川北。是北洋政府時期內戰之一，也是四川派系軍隊內鬨。戰鬥末了，四川靖國軍攻佔川北重要據點。